# Герої та лиходії (роман)
«Герої та лиходії» (англ. Heroes and Villains) — постапокаліптичний роман Енджели Картер, виданий у 1969 році.

## Сюжет
У постапокаліптичному світі Маріанн живе в анклаві відносної цивілізації як дочка одного з «професорів», академіків, які пережили безнадійну глобальну катастрофу, анклав якого охороняє солдатська каста. На початку роману зазначається, що Маріанн втратила брата, якого вбив підліток-варвар під час одного з рейдів за межами поселення, й матір (від такої втрати не витримало серце), і лише її батько виживає. Також з ними проживає літня няня Маріанн. За межами кількох укріплених поселень, існує ворожий світ, яким керують варвари, інші мутовані людські види й тварини всіх рас, які вирвалися з зоопарків та багато інших мутованих видів.
Одного разу Маріанна випадково зустрічає пораненого варвара (того самого, котрий декілька років тому привів до смерті її брата, як дівчина пізніше виявила), він заховався в сусідньому від неї будинку. Маріанн, можливо, керуючись жалем, допомагає йому втекти з села. Однак вона також втомилася від осілого способу життя й тікає з анклаву, щоб приєднатися до Джевела, красномовного та розумного лідера варварського племені, але потім починає непокоїтися за свій статус у цьому суспільстві, яке має жорсткі патріархальні уявлення про те, що включає в себе гендерні ролі. Маріанна завагітніла після того, як Джевел гвалтує її, але потім вже вона зваблює інтелектуально неповноцінних членів племені. Зрештою Джевел Помирає, а Маріанн планує стати новим лідером цього племені.

## Відгуки
Оглядач «Нью-Йорк таймс», Річард Бостон визнав «Героїв та лиходіїв» «дивною, переконливою книгою … байкою, яка обговорює ролі розуму та уяву в цивілізованому суспільстві». Він стверджує, що це «безсумнівний успіх», зазначаючи: «Картер розповідає про свою історію з великим майстерністю. Її спостереження гострі, й вона пише дуже добре».
Теодор Стерджон визнає роман своїм улюбленим, вихваляючи Картер за «яскравий колір, знайомство з її сценою, несподіваність її персонажів та розвитку сюжету».